# Čeláre
Čeláre, ungarisch Csalár (1927–1973 slowakisch „Čeláry“) ist eine Gemeinde im Süden der Slowakei mit 512 Einwohnern (Stand 31. Dezember 2024). Sie gehört zum Okres Veľký Krtíš, einem Kreis des Banskobystrický kraj.

## Geographie

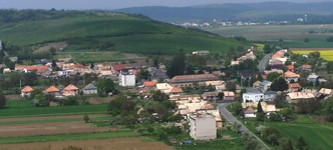
Čeláre

Die Gemeinde befindet sich in einem sanften Tal im Talkessel Ipeľská kotlina, einem Teil der größeren Einheit Juhoslovenská kotlina, am rechten Ufer des Ipeľ, direkt an der Staatsgrenze zu Ungarn. Das Ortszentrum liegt auf einer Höhe von 160 m n.m. und ist 18 Kilometer von Veľký Krtíš entfernt.
Zur Gemeinde gehört auch das südlich des Hauptortes gelegene Dorf Kirť (erstmals 1135 erwähnt, ungarisch Kürt).
Nachbargemeinden sind Bušince im Norden, Ludányhalászi (H) im Osten, Kováčovce im Süden, Zombor im Südwesten, Glabušovce im Westen und Malé Zlievce im Nordwesten.

## Geschichte

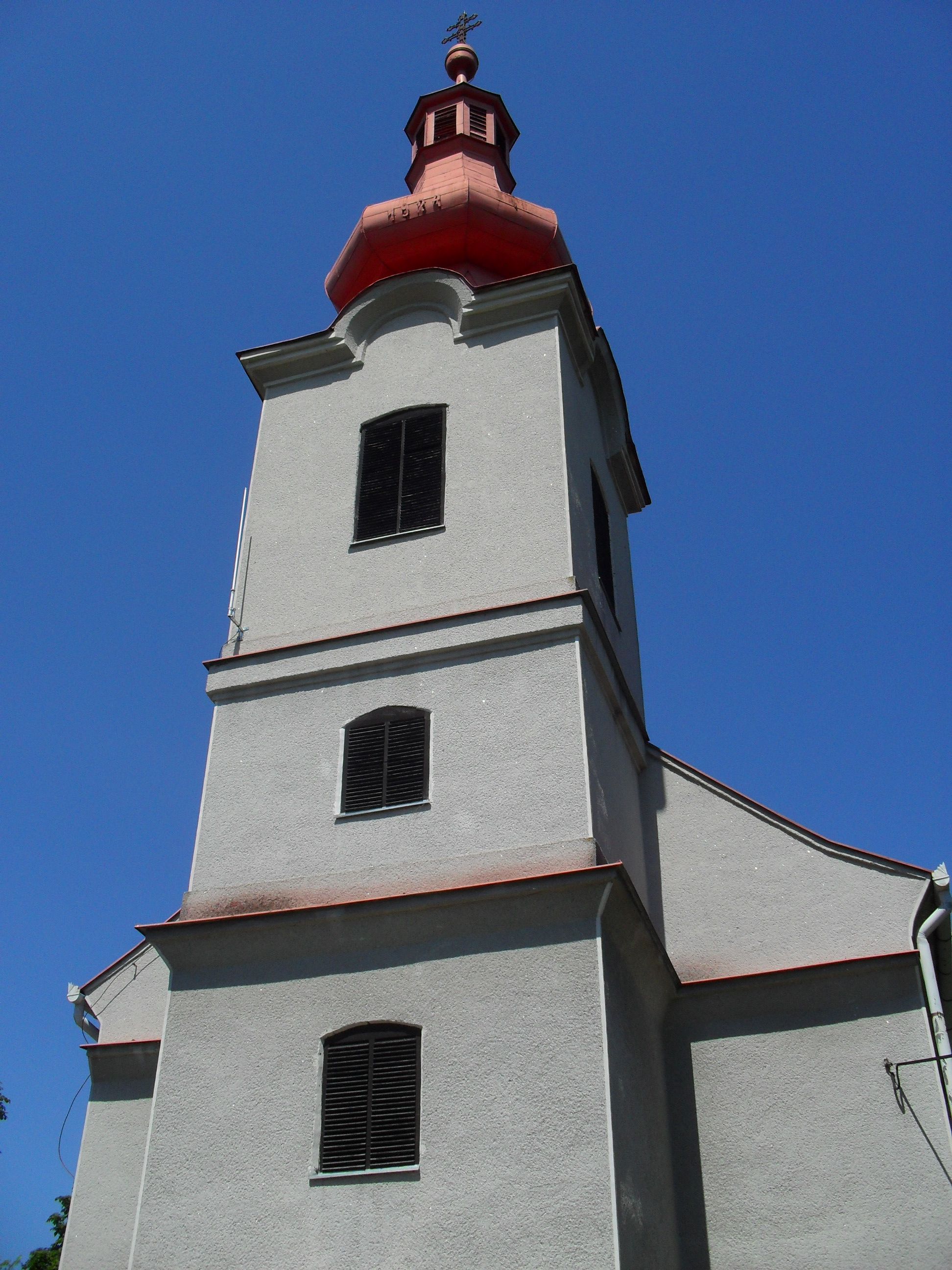
Kirche in Čeláre

Das Gemeindegebiet wurde in der Jungsteinzeit besiedelt, es gab hier skythische und dakische Funde, die heute im Ungarischen Nationalmuseum aufbewahrt sind.
Čeláre wurde zum ersten Mal 1436 als Chalard (nach anderen Quellen schon 1262 als Chalar) schriftlich erwähnt und war während des Bestehens des Feudalismus im Königreich Ungarn Besitz verschiedener landadliger Familien. Zwischen 1554 und 1593 lag der Ort im Osmanischen Reich. 1828 zählte man 41 Häuser und 353 Einwohner, die als Landwirte beschäftigt waren, zudem gab es hier ein Großgut der Familie Vezekényi.
Bis 1918/1919 gehörte der im Komitat Neograd liegende Ort zum Königreich Ungarn und kam danach zur Tschechoslowakei beziehungsweise heute Slowakei. Auf Grund des Ersten Wiener Schiedsspruchs lag er von 1938 bis 1944 noch einmal in Ungarn.

## Bevölkerung
| Jahr                | 1994 | 2004    | 2014    | 2024    |
| ------------------- | ---- | ------- | ------- | ------- |
| Anzahl der Personen | 530  | 515     | 475     | 512     |
| Unterschied         |      | −2,83 % | −7,76 % | +7,78 % |

| Jahr                | 2023 | 2024    |
| ------------------- | ---- | ------- |
| Anzahl der Personen | 501  | 512     |
| Unterschied         |      | +2,19 % |

Gemäß der Volkszählung 2011 wohnten in Čeláre 479 Einwohner, davon 296 Slowaken, 149 Magyaren, 14 Roma und vier Tschechen. 16 Einwohner machten keine Angabe zur Ethnie.
388 Einwohner bekannten sich zur römisch-katholischen Kirche, 29 Einwohner zur Evangelischen Kirche A. B., sieben Einwohner zu den christlichen Gemeinden und ein Einwohner zur reformierten Kirche. 41 Einwohner waren konfessionslos und bei 13 Einwohnern wurde die Konfession nicht ermittelt.

## Bauwerke
- römisch-katholische Kirche Erzengel Michael im gemischten barock-klassizistischen Stil aus dem späten 18. Jahrhundert
- Landschloss im Stil des Louis-seize aus dem Jahr 1770, heute in desolatem Zustand
- Landschloss in Kirť im klassizistischen Stil aus der ersten Hälfte des 19. Jahrhunderts, mit einem englischen Park